# Grant County (Minnesota)

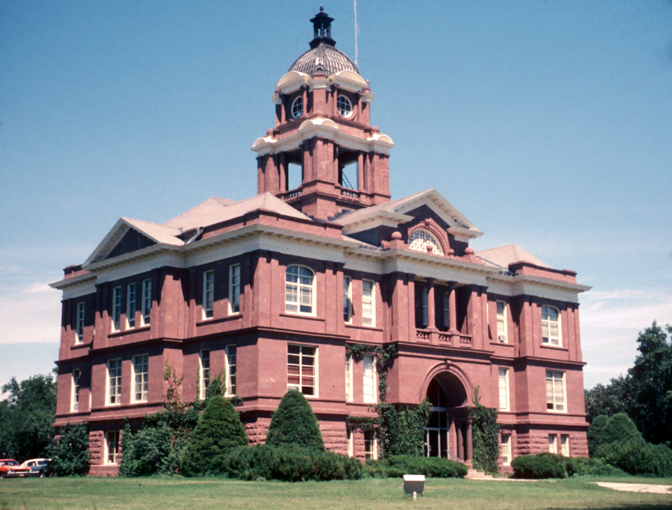
Gerechtsgebouw in Elbow Lake

Grant County is een county in de Amerikaanse staat Minnesota.
De county heeft een landoppervlakte van 1.415 km² en telt 6.289 inwoners (volkstelling 2000). De hoofdplaats is Elbow Lake.